# Synagoge (Sejny)
Koordinaten: 54° 6′ 23,4″ N, 23° 20′ 57,1″ O

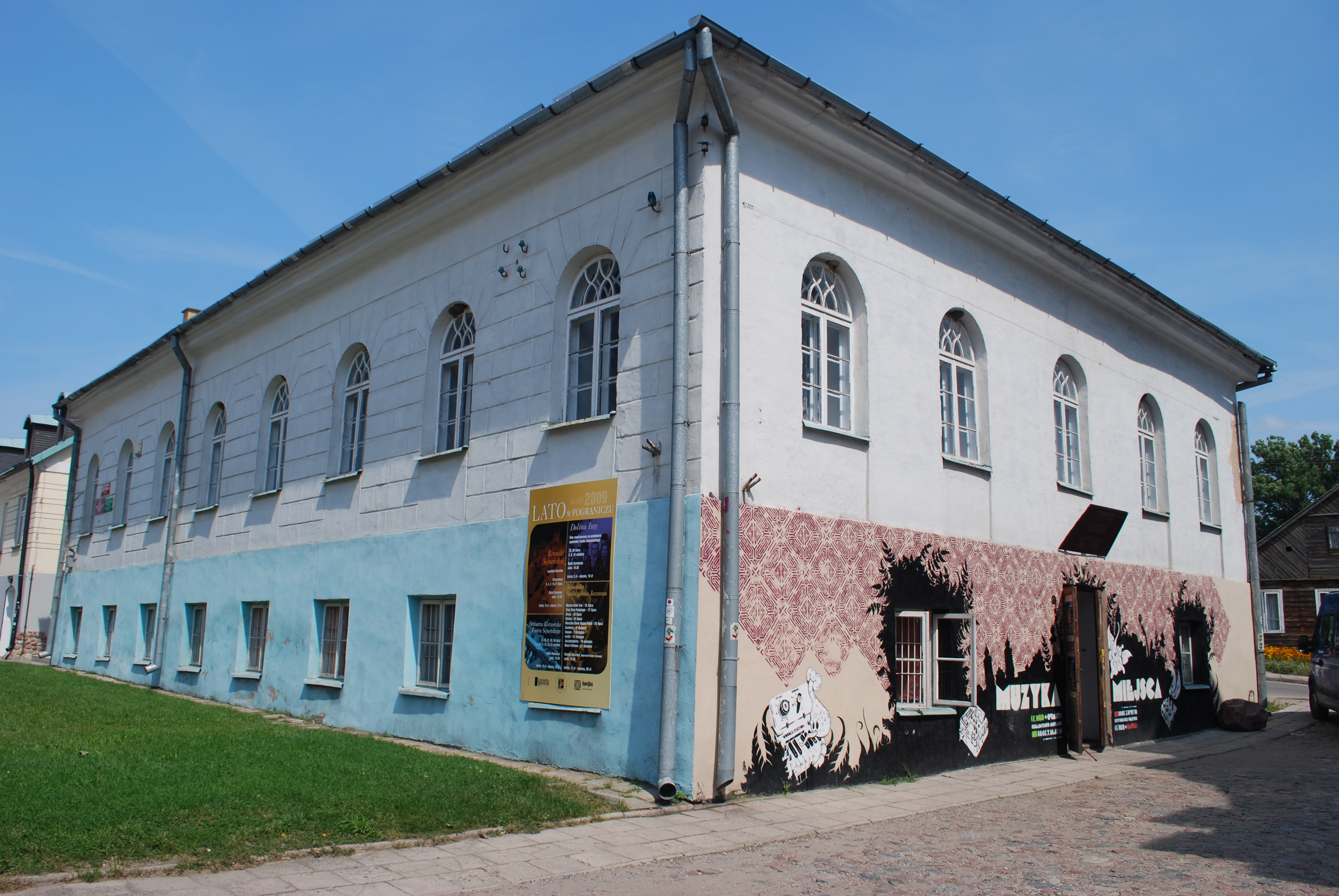
Synagoge in Sejny

Die Synagoge in Sejny, einer polnischen Stadt in der Powiat Sejneński im Nordosten der Woiwodschaft Podlachien, wurde in den 1860er Jahren errichtet. Die heute profanierte Synagoge gehörte zu einer Jeschiwa.
Heute wird das Synagogengebäude in der Józef Piłsudski-Straße von der Stiftung Pogranicze für Ausstellungen genutzt.